# Междуцарствие
Междуца́рствие (лат. interregnum) — период вакантности престола в монархиях.

## Наследственные монархии
В наследственной монархии ситуация междуцарствия может возникать в случае отсутствия очевидных правил наследования (неопределённости выбора преемника, ожидании его согласия, прибытия из-за границы и т. п.), или же в случае пресечения царствующей династии (см. династический кризис). При наследственной монархии междуцарствие обычно означает острый политический кризис и период нестабильности.
Священная Римская империя
- Среди самых продолжительных периодов междуцарствия были периоды между 924 и 962 годами (38 лет), между 1245 и 1312 годами (67 лет) и между 1378 и 1433 годами (55 лет) (в связи с этим некоторые историки выделяют термин «графы-короли», обозначавший правителей империи в этот период).

Россия
- Первое относительно продолжительное междуцарствие в русской истории произошло в 1598 году после пресечения царской линии рода Рюриковичей. Завершилось избранием на престол Бориса Годунова.
- Во время самой тяжёлой фазы Смутного времени в 1610—1613 годах в России не было общепризнанного монарха (хотя Семибоярщина и заключила договор 27 августа 1610 года о передаче русского престола польскому королевичу Владиславу).
- В Российской империи междуцарствие сложилось де-факто в конце 1825 года, после смерти Александра I. Де-юре непосредственным преемником Александра был задним числом объявлен Николай I. См. Междуцарствие 1825 года.

### Грузия
- Междуцарствие в Имеретии

## Выборные монархии
При выборной монархии (точнее, в случае, когда новый монарх избирается не прижизненной ротацией, как в современной Малайзии, а после кончины предыдущего) междуцарствие является нормальной и предсказуемой ситуацией, для которой предусмотрены нормативные механизмы временного исполнения полномочий главы государства вплоть до избрания монарха.
Речь Посполитая
В Речи Посполитой период междуцарствия имел особое название — безкрулевье (в русской передаче бескоролевье), на это время католический архиепископ, примас Польши, исполнял полномочия временного главы государства — интеррекса, действовал конвокационный (итоговый), а затем элекционный (избирательный) сейм. Для нормального функционирования судебной системы были созданы каптуровые суды.
Ватикан
В современном Ватикане, монархом которого является папа римский, вдовство кафедры (так называемое Sede Vacante) является также и междуцарствием. Предусмотрена система управления Ватиканом и церковью до созыва конклава и избрания нового папы, существуют образцы монет и марок, издаваемых Ватиканом в этот период.